# 佛爾國春 (繙譯進士)
佛爾國春（？年—？年），字熙園，鑲藍旗滿洲人， 繙譯鄉試中式舉人，嘉慶十三年戊辰科繙譯會試中式進士第一人，官戶部郎中。